# Baron Cornwallis
Baronowie Cornwallis 1. kreacji (parostwo Anglii)
- 1661–1662: Frederick Cornwallis
- 1662–1673: Charles Cornwallis (2. baron Cornwallis)
- 1673–1698: Charles Cornwallis (3. baron Cornwallis)
- 1698–1722: Charles Cornwallis, 4. baron Cornwallis
- 1722–1762: Charles Cornwallis, 5. baron Cornwallis

Hrabiowie Cornwallis 1. kreacji (parostwo Wielkiej Brytanii)
- 1753–1762: Charles Cornwallis (hrabia)
- 1762–1805: Charles Cornwallis, 2. hrabia Cornwallis

Markizowie Cornwallis 1. kreacji (parostwo Wielkiej Brytanii)
- 1792–1805: Charles Cornwallis, 1. markiz Cornwallis
- 1805–1823: Charles Cornwallis (2. markiz Cornwallis)

Hrabiowie Cornwallis 1. kreacji, cd.
- 1823–1824: James Cornwallis
- 1824–1852: James Mann

Baronowie Cornwallis 2. kreacji (parostwo Zjednoczonego Królestwa)
- 1927–1935: Fiennes Stanley Wykeham Cornwallis, 1. baron Cornwallis
- 1935–1982: Wykeham Stanley Cornwallis, 2. baron Cornwallis
- 1982 -: Fiennes Neil Wykeham Cornwallis, 3. baron Cornwallis

Najstarszy syn 3. barona Cornwallis: Fiennes Wykeham Jeremy Cornwallis